# Koštice (přírodní památka)
Koštice jsou přírodní památka východně od Koštic v okresech Louny a Litoměřice. Důvodem ochrany jsou společenstva subhalofilních rostlin na podmáčených a rozvolněných stanovištích zaplavovaných luk s výskytem nejpočetnější populace ostřice černoklasé v Čechách a dalších vzácných druhů (šišák hrálovitý, ožanka čpavá, bahnička jednoplevná).

## Popis lokality
Zamokřená louka mezi silnicí Koštice–Křesín a železniční tratí na levé straně u silnice za železničním přejezdem poblíž nádraží v Košticích na hranici okresů Louny a Litoměřice. Chráněné území bylo vyhlášeno k ochraně zamokřené louky s výskytem slanomilných rostlin. Louka je pravděpodobně posledním zbytkem mokrých subhalofilních stanovišť, která byla kdysi typická pro dolní Poohří.

## Fauna a flóra
Ze silně ohrožených druhů rostlin se zde vyskytuje například ostřice černoklasá (Carex melanostachya), ostřice žitná (Carex secalina) a ožanka čpavá (Teucrium scordium). Roste zde i kostival český (Symphytum bohemicum), který patří mezi ohrožené druhy, jetel jahodnatý (Trifolium fragiferum), kamyšník přímořský (Bolboschoenus maritimus) a různé druhy slanomilných ostřic, bahniček, rozrazilů a štírovníků. Kromě slanomilných druhů rostlin je lokalita zajímavá také výskytem vzácných druhů hmyzu. Z brouků zde bylo nalezeno například několik vzácných druhů střevlíků.